# Ritratto di ragazza
Ritratto di ragazza (o Donna seduta davanti a un caminetto) è un dipinto a olio su tela (130x97 cm) realizzato nel 1914 dal pittore spagnolo Pablo Picasso. È conservato nel Centre Pompidou di Parigi.
Il quadro fu dipinto da Picasso durante un suo viaggio ad Avignone; i colori vivaci rispecchiano l'amore per Eva e la stabilità economica che caratterizzò questo periodo.